# イーウィニャ
イーウィニャ（Ewiniar 発音: /EE-win-yar/, チューク語: Éwúniyár）は、ミクロネシア連邦のチューク諸島に伝わる、伝統的な嵐の神である。その名前は「Waterspout（水上竜巻）」を意味する。
イーウィニャは五柱の天気の子 (néwún ráán) の一柱であり、残りの四柱は Atapwasé（「Calm Chaser（凪を追う者）」）、 Choor（「Roar（轟き）」）、 Kipwinittúún（「Whirling Seeds（渦巻く種）」すなわち「Whirlwind（つむじ風）」）、 Mwariirong（「Garland of Spells（呪文の花輪）」）である。Mwariirong のみ女神であり、他四柱は男神である。
また別の伝承では、イーウィニャ、Atapwasé、Choor、Kipwinittúún、*Nitórótór（「Mess Maker（散らかす者）」）の五柱の男兄弟であり、母の名は *Nikimesechééew（「Featureless Faced One（特徴のない顔の者）」）であるとされる。
彼らは舟を沈め、木を倒すという。
「イーウィニャ」は台風のアジア名の一つとしてリストに掲載されている（イーウィニャ (台風の名前)も参照）。